# Danh sách sự việc xoay quanh Đường lên đỉnh Olympia
Đây là một danh sách chưa hoàn tất, và có thể sẽ không bao giờ thỏa mãn yêu cầu hoàn tất. Bạn có thể đóng góp bằng cách mở rộng nó bằng các thông tin đáng tin cậy.
Dưới đây là các sự việc nổi bật (bao gồm những tình huống gây tranh cãi, sự cố...) xuất hiện trong chương trình Đường lên đỉnh Olympia.

## Sự việc xảy ra trong các cuộc thi

### Thí sinh chỉ ra sai lầm của cố vấn trong Olympia năm thứ 5
Trong cuộc thi Quý 3 – Năm thứ 5 của Đường lên đỉnh Olympia (phát sóng ngày 9 tháng 5 năm 2004), một thí sinh đến từ Nam Định đã đưa ra câu trả lời cho một câu hỏi thuộc lĩnh vực Khoa học tự nhiên ở phần thi Về đích. Cố vấn của chương trình đã không công nhận câu trả lời này, nhưng thí sinh vẫn kiên quyết bảo vệ đáp án, thậm chí còn chỉ ra được sai sót trong lời giải thích của cố vấn. Cuối cùng, thí sinh này đã giành được 30 điểm.

### Tranh cãi về điểm số và câu hỏi trong trận chung kết Olympia năm thứ 5
Cuộc thi chung kết Đường lên đỉnh Olympia năm thứ 5 đã diễn ra giữa bốn thí sinh Nguyễn Nguyễn Thái Bảo (THPT chuyên Quốc Học Huế, Thừa Thiên Huế), Nguyễn Thị Ngọc Thơ (THPT chuyên Kon Tum, Kon Tum), Nguyễn Trung Dũng (THPT Chu Văn An, Thái Nguyên) và Đỗ Lâm Hoàng (THPT Gò Vấp, TP.HCM), với chiến thắng chung cuộc dành cho thí sinh đến từ TP.HCM. Tuy nhiên, cuộc thi cũng đã để lại một số tranh cãi xoay quanh cấc câu hỏi ở phần thi Về đích.
Sự không thống nhất ý kiến của MC Lưu Minh Vũ và ban cố vấn chương trình đã xuất hiện khi cho điểm thí sinh Lâm Hoàng trong một câu hỏi ở phần thi Về đích. Câu trả lời có phần dài dòng của Hoàng đã được MC chấp nhận và cho 20 điểm, nhưng một lúc sau ban cố vấn đưa ra ý kiến ngược lại. Lúc này, Thái Bảo chỉ kém Hoàng đúng 10 điểm. Chương trình thay câu hỏi khác với khẳng định rằng nếu trả lời đúng câu hỏi này sẽ được cộng 20 điểm vừa bị trừ ở câu trước, và Lâm Hoàng đã trả lời đúng sau thời gian suy nghĩ 30 giây để giành chiến thắng.
Ngoài ra, trong một câu hỏi khác dành cho thí sinh Trung Dũng với nội dung: "Trong 3 bộ phim "Chí Phèo", "Đất nước đứng lên" và "Mùa ổi", phim nào được dựng theo tác phẩm văn học?", chương trình đã công nhận đáp án của thí sinh là cả ba phim, kèm theo lời giải thích rằng bộ phim "Chí Phèo" đã được dựng theo ba tác phẩm văn học của Nam Cao. Tuy nhiên, chỉ có hai phim "Đất nước đứng lên" (dựa theo tác phẩm cùng tên của Nguyên Ngọc) và "Mùa ổi" (theo truyện ngắn của Đặng Nhật Minh) thỏa mãn câu hỏi, còn "Chí Phèo" không phải là phim mà chỉ là truyện, trong khi bộ phim dựa theo tác phẩm "Chí Phèo" là "Làng Vũ Đại ngày ấy".

### Olympia năm thứ 7 chỉ có 140 thí sinh
Thông thường mỗi năm Olympia có 36 cuộc thi tuần và 144 thí sinh, nhưng năm thứ 7 của cuộc thi chỉ có 140 thí sinh. Lý do là ở trận đấu Tuần 3 – Tháng 2 – Quý 1, tại phần thi Về đích, thí sinh Trần Vi Đô nhận được câu hỏi "Hồng cầu được sinh ra từ đâu?" và đã trả lời là "tủy sống" theo đáp án của chương trình, chung cuộc được 140 điểm và giành được vòng nguyệt quế; thí sinh về nhì là Phạm Thị Hòa được 130 điểm. Sau đó chương trình đã sửa lại đáp án phải là "tủy xương" chứ không phải "tủy sống", theo đó Trần Vi Đô chỉ được 120 điểm và Phạm Thị Hòa mới là thí sinh nhất tuần. Tuy nhiên khi đó cuộc thi đã được ghi hình và không thể thay đổi kết quả, do đó cuộc thi Tuần 3 – Tháng 3 – Quý 1 đã bị hủy bỏ để Phạm Thị Hòa trở thành một trong những thí sinh được bước tiếp vào cuộc thi Tháng 3 – Quý 1.

### Nghi vấn dàn xếp kết quả và gian lận
Trước khi phát sóng cuộc thi Tháng 3 – Quý 3 – Năm thứ 9, trong một bài blog có tên "Sự thật về Đường lên đỉnh Olympia" của thầy giáo Nguyễn Anh Tuấn – giáo viên dạy toán trường THPT Chuyên Bắc Giang – đã viết về việc chương trình đã cố tình dàn xếp, thiên vị, xử ép thí sinh các tỉnh để thí sinh của Hà Nội đạt vòng nguyệt quế. Cụ thể, cuộc thi Tháng 3 – Quý 3 diễn ra giữa các thí sinh Lưu Hoàng Hải (Hà Nội), Nguyễn Hoàng Hiệp (Bắc Giang), Chí Thiện (Bình Thuận) và Phạm Minh Ngọc Hảo (Phú Yên). Anh Tuấn khẳng định chương trình đã gian lận từ khâu trang trí (thời điểm ghi hình là trước dịp Tết và thời điểm phát sóng đã qua dịp Tết nhưng vẫn xếp hoa đào và hoa mai xung quanh trường quay để chương trình phát vào thời điểm đó), tới câu hỏi khởi động (thí sinh Hoàng Hải trả lời sai nhưng MC Việt Khuê nói rằng đó là câu đã hỏi từ tuần trước nên đổi câu hỏi khác), và việc bấm chuông trả lời chướng ngại vật (tín hiệu chuông thuộc về Chí Thiện nhưng MC lại mời Hoàng Hải trả lời, hay việc MC "đe doạ" thí sinh "Em muốn thi tiếp hay dừng thi?". Những chi tiết này không xuất hiện trong bản phát sóng truyền hình). Thậm chí trong bài blog này, Anh Tuấn còn sử dụng những lời lẽ và ngôn ngữ mang tính phản cảm để bôi nhọ uy tín của chương trình. Rất nhiều thí sinh đã từng dự thi Olympia lần lượt đứng lên thanh minh cho chương trình.
Ngay sau khi nhận được phản hồi, VTV và ê-kíp chương trình đã tiến hành làm rõ, mời thầy giáo Tuấn đến trường quay và cho xem quy trình thực hiện một chương trình Olympia hoàn chỉnh. Đạo diễn Tùng Chi cùng các kĩ thuật viên, MC cũng đã giải thích cặn kẽ những nghi vấn xung quanh cuộc thi. Sau đó, thầy giáo Tuấn phải tiến hành xin lỗi VTV và xóa bài blog. Tuy nhiên, ảnh hưởng của nó đã khiến uy tín chương trình bị sụt giảm.

### Trận chung kết có 5 thí sinh
Theo quy định của chương trình, mỗi cuộc thi chỉ có bốn thí sinh được tham dự. Tuy nhiên, trận chung kết của Đường lên đỉnh Olympia năm thứ 9 đã có đến năm thí sinh. Sự việc chưa có tiền lệ này xuất phát từ khiếu nại của thí sinh Bạch Đình Thắng (THPT chuyên Nguyễn Huệ, Hà Nội) và sau nhiều cuộc tranh luận của các thầy giáo, chuyên gia về một câu hỏi ở cuộc thi quý 3. Ở cuộc thi đó, Thắng đứng trước câu hỏi 30 điểm cuối cùng trong gói câu hỏi 80 điểm và đang kém thí sinh dẫn đầu (Hồ Ngọc Hân) 60 điểm. Thắng đã quyết định chọn ngôi sao hy vọng cho câu hỏi về sáu hệ cơ quan trong cơ thể người, và đã trả lời đúng năm hệ (hệ tuần hoàn, hệ tiêu hóa, hệ bài tiết, hệ thần kinh, hệ hô hấp); còn hệ thứ sáu là hệ nội tiết không được ban cố vấn chấp nhận (đáp án của chương trình là hệ vận động). Do đó, Thắng bị trừ 30 điểm và không được vào trận chung kết.
Một thời gian sau, gia đình Thắng khiếu nại với chương trình và gửi kèm theo sách giáo khoa Sinh học lớp 8 do Bộ Giáo dục và Đào tạo phát hành, trong đó có cả một chương về Hệ nội tiết cùng đoạn viết: "Hệ nội tiết là một trong những hệ quan trọng trong cơ thể người". Trước bằng chứng này, VTV đã mời ban cố vấn sinh học, các chuyên gia y sinh cũng như người biên soạn sách giáo khoa để thống nhất đáp án; các bên đều đưa ra lập luận khoa học riêng để phản biện lẫn nhau, không ai chấp nhận mình sai. Cuối cùng, ban tổ chức kết luận "thí sinh học thế nào thì trả lời thế ấy" và chấp nhận câu trả lời này, dẫn đến việc Thắng không những không bị trừ 30 điểm mà còn được cộng thêm 60 điểm, bằng số điểm với người về nhất là Hồ Ngọc Hân. Do cuộc thi đã được ghi hình và kết thúc từ trước đó, chương trình quyết định trao đồng giải nhất quý 3 cho cả Hồ Ngọc Hân và Bạch Đình Thắng, đồng nghĩa với việc cả hai thí sinh này cùng được tham dự trận chung kết.

### Phát âm sai vẫn vô địch Olympia năm thứ 10
Ở trận chung kết Đường lên đỉnh Olympia năm thứ 10, trước câu hỏi cuối cùng của thí sinh Giang Thanh Tùng (Thanh Hóa), người dẫn đầu là Phan Minh Đức (Hà Nội) với 265 điểm, đang hơn Đỗ Đức Hiếu (Thanh Hóa) 15 điểm. Câu hỏi của Thanh Tùng là câu hỏi tiếng Anh về thợ sửa ống nước ("plumber") nhưng Thanh Tùng trả lời sai và Đức giành quyền trả lời là "pờ-lăm-bờ". Khi MC Tùng Chi yêu cầu đánh vần lại từ này, Đức đánh vần "p-l-u-m-p-e-r". Nếu trả lời đúng, Đức sẽ giành được 30 điểm, qua đó sẽ đạt 295 điểm và có vòng nguyệt quế còn ngược lại, thí sinh này sẽ bị trừ 15 điểm, bằng điểm với Đỗ Đức Hiếu (250 điểm) và như vậy, Phan Minh Đức và Đỗ Đức Hiếu sẽ phải bước vào vòng thi câu hỏi phụ để phân định nhà vô địch. Người dẫn Tùng Chi đã chấp nhận đáp án của Đức và Đức cũng trở thành nhà vô địch của chương trình sau đó. Tuy nhiên, cách phát âm của Đức bị chỉ ra là có vấn đề (âm /b/ trong từ "plumber" là âm câm), thậm chí thí sinh này còn đánh vần sai, khiến nhiều khán giả không đồng ý với kết quả chung cuộc và cảm thấy thiệt thòi cho Đức Hiếu.

### Tranh cãi muối - muối ăn trong trận chung kết Olympia năm thứ 11
Trong câu hỏi tăng tốc số 4 của trận chung kết Đường lên đỉnh Olympia năm thứ 11, có 8 dữ kiện được đưa ra cho các thí sinh:
1. Đây là hợp chất vô cơ.
2. Gia vị cần hạn chế ăn nhiều và ăn mặn để tránh bị bệnh huyết áp cao (cũng như nước tương) làm cho mọi người bị khát nước.
3. Gia vị này có chứa iod để tránh bị bệnh bướu cổ và phát triển cả về thể lực và trí tuệ và cũng có thể cho người có nhiều chất đạm.
4. Cấu trúc mạng tinh thể, liên kết ion như các loại hợp chất khác.
5. Được thực hiện và phổ biến chủ yếu trong nấu ăn.
6. ..?.. của rừng (tác phẩm của Nguyễn Huy Thiệp).
7. Một loại gia vị mặn, thơm ngon, bổ dưỡng, chống bướu cổ, có iod, phát triển cả về thể lực và trí tuệ.
8. Salt.

Đáp án mà ba thí sinh Ngọc Huy, Bạch Nhật và Bảo Lộc đưa ra là "muối" được MC chấp nhận, còn đáp án của Ngọc Oanh là "muối ăn" không được điểm. Ngay sau đó, ban cố vấn, đứng đầu là cố vấn môn hóa học Nguyễn Đức Chuy cho rằng, muối ăn là câu trả lời chính xác nhất vì hình ảnh cuối cùng là hình ảnh người nông dân làm muối. Sau cùng, nhờ câu trả lời được ban cố vấn chấp thuận này mà Ngọc Oanh vô địch. Ngay sau khi trận chung kết diễn ra, trên khắp các báo mạng và các diễn đàn nổ ra tranh cãi kịch liệt về đáp án "muối" và "muối ăn" cho câu hỏi này. Đáp án "muối ăn" của Ngọc Oanh không thỏa mãn dữ kiện 6 (không có tác phẩm nào tên là "Muối ăn của rừng" mà chỉ có tác phẩm "Muối của rừng"). Nhưng câu trả lời "muối" lại không thỏa mãn các dữ kiện 4, 5, 7 và 8 (có loại muối là muối hữu cơ và không phải muối nào cũng là gia vị). Cuối cùng, ban tổ chức chương trình giữ nguyên kết quả chung cuộc.

### Nghi vấn lộ đề và câu hỏi sai trong trận chung kết Olympia năm thứ 12
Trong phần thi Vượt chướng ngại vật ở chung kết năm thứ 12, sau khi hai ô hàng ngang đầu tiên không được lật mở, bất ngờ thí sinh Thái Hoàng bấm chuông xin trả lời chướng ngại vật trong sự ngỡ ngàng của tất cả mọi người. Đáp án của Thái Hoàng là "Tiếng Việt" và thí sinh này giành được 80 điểm, bỏ xa tất cả các thí sinh còn lại. Điều kì lạ hơn là sau khi Thái Hoàng đưa ra câu trả lời, MC Tùng Chi không hỏi lý do tại sao Hoàng đưa ra đáp án trong khi chưa có gợi ý, mà lại cho phát một đoạn nhạc liên quan đến chướng ngại vật và sau đó tự mình công bố đáp án chướng ngại vật. Vụ việc dấy lên nghi ngờ chương trình lộ đề cho Thái Hoàng và ê-kíp đã bị "mua chuộc". Nhiều trang web đã đưa ra các clip minh oan cho Hoàng khi thí sinh này đã trả lời được các chướng ngại vật ở các vòng trước một cách nhanh chóng và đi đến kết luận là không thể có chuyện lộ đề.
Tiếp đó, tại phần thi Tăng tốc, trong câu hỏi IQ "Cần bao nhiêu mặt trời để cân thăng bằng", đáp án chương trình đưa ra là 6 mặt trời, cùng đáp án với Đặng Thái Hoàng và Trần Lê Phương, những người được cộng điểm. Tuy nhiên, ngay sau khi cuộc thi kết thúc, một số khán giả đã tìm ra đáp án thực sự cho câu hỏi này phải là 17/3 mặt trời. Như vậy, câu hỏi này không ai đưa ra đáp án đúng, và Thái Hoàng bị trừ 30 điểm, kém người đạt giải nhì Ngọc Tĩnh 10 điểm và vòng nguyệt quế phải thuộc về Thân Ngọc Tĩnh. Tuy vậy, việc trừ điểm này bị nhiều người chỉ trích là không công bằng, vì nếu bị trừ điểm thì Hoàng sẽ chọn gói điểm cao hơn ở phần Về đích nên không thể khẳng định rằng Thân Ngọc Tĩnh thắng cuộc.
Hàng loạt các trang Facebook được lập ra để ủng hộ cả Thân Ngọc Tĩnh và Đặng Thái Hoàng, fanpage của chương trình quá tải vì những lời đòi hỏi chương trình phải xử lý vụ việc thỏa đáng cũng như minh oan cho Thái Hoàng. Nhiều ý kiến trái chiều được đưa ra, trong đó có quy định của ban tổ chức cuộc thi mà các thí sinh phải cam kết trước khi dự thi là: "Mọi khiếu nại phải do chính thí sinh đưa ra và chỉ có hiệu lực trong thời gian ghi hình phần thi đó". Do vậy, cuộc thi không thể tổ chức lại và kết quả của cuộc thi không thay đổi.

### Tranh cãi về đáp án trong trận chung kết Olympia năm thứ 14
Trong trận chung kết Olympia năm thứ 14, trước câu hỏi "vì sao dung dịch muối có tính sát trùng", thí sinh Nguyễn Hoàng Bách đã trả lời: "Vì dung dịch nước muối tạo môi trường ưu trương nên vi khuẩn ở trong dung dịch nước muối sẽ bị mất nước mà chết". Nếu trả lời đúng thì Nguyễn Hoàng Bách sẽ bằng điểm với thí sinh Nguyễn Trọng Nhân (260 điểm) và cả hai người sẽ bước vào phần thi câu hỏi phụ để phân định người thắng cuộc. Tuy nhiên, do không giống với câu trả lời của chương trình, MC Tùng Chi mời Ban cố vấn nhận xét. PGS.TS Vũ Quốc Trung (cố vấn môn Hóa học của chương trình) đã không chấp nhận câu trả lời này, dẫn đến việc Nguyễn Hoàng Bách kém Nguyễn Trọng Nhân 20 điểm, đoạt giải nhì cuộc thi. Đáp án chính thức của câu hỏi là: "Dung dịch nước muối có nồng độ muối lớn hơn nồng độ muối trong tế bào của vi khuẩn. Cho nên do hiện tượng thẩm thấu thì muối đi vào tế bào làm nồng độ muối trong tế bào tăng lên đẩy nước từ trong tế bào ngược trở lại trong vi khuẩn làm cho quá trình nước trở lại tế bào từ vi khuẩn được đầy ra ngoài. Vi khuẩn vì vậy mất nước và bị tiêu diệt". Dư luận có nhiều ý kiến không đồng tình với quyết định trên của Ban cố vấn. Tiến sĩ Phạm Văn Lập, chủ biên sách giáo khoa môn Sinh học lớp 10 và 12, cho rằng câu trả lời của Bách hoàn toàn chấp nhận được. Ban cố vấn chương trình sau đó đã đưa ra lời giải thích chính thức vì sao Bách mất điểm, và bảo lưu kết quả cuộc thi.

### Làm sai lệch kết quả của thí sinh
Trong cuộc thi Tuần 2 – Tháng 1 – Quý 3 Đường lên đỉnh Olympia năm thứ 17, chương trình đã cộng điểm cho thí sinh Nhân Thanh Tùng (THPT Ngọc Hồi, Hà Nội) khi đã trả lời sai.
Cụ thể, ở câu hỏi Hóa học của thí sinh Trần Bảo Nhân (THPT Cam Lộ, Quảng Trị), chương trình đã hỏi: "Người ta có thể bảo vệ vỏ tàu biển bằng thép bằng cách gắn những tấm kẽm vào phần vỏ tàu chìm trong nước biển (nước biển là dung dịch chất điện li). Tại sao lại như vậy?" Thanh Tùng đã bấm chuông xin trả lời: "Vì sắt đóng vai trò là anot còn kẽm là catot. Khi đó kẽm sẽ bị gỉ thay cho sắt và sắt được bảo vệ." Ở đây, Thanh Tùng đã đúng khi nói kẽm sẽ bị gỉ thay cho sắt và sắt được bảo vệ, nhưng đã nói ngược hai cực (thực tế kẽm đóng vai trò là anot còn sắt là catot) nên câu trả lời này chưa chính xác.
Tiếp đó, ở câu hỏi về đích về lĩnh vực Hóa học của Thanh Tùng, chương trình đã hỏi: "Đốt cháy que đóm và dây magie rồi lần lượt cho vào bình chứa khí CO
2. Tại sao que đóm tắt ngay, còn magie cháy tiếp?" Thanh Tùng đã trả lời: "CO
2 là khí không duy trì sự cháy nên khi cho que đóm vào, nó sẽ tắt. Còn việc magie phát sáng là do đốt lên sẽ có MgO và đó là chất phát ra khí cháy." Ở câu hỏi này, Tùng đã trả lời chưa đúng vế sau, vì chất cháy sáng chính là Mg khi cháy trong CO
2 chứ không phải MgO.
Tuy nhiên, chương trình đã không nhận ra sự sai sót trong câu trả lời và vẫn cộng thêm điểm cho Thanh Tùng. Theo đó, Thanh Tùng đã vươn lên 225 điểm và giành chiến thắng, còn thí sinh Phạm Phú Vinh (THPT Huỳnh Văn Nghệ, Bình Dương) về nhì với 220 điểm, trong khi ở trường hợp ngược lại, số điểm của Thanh Tùng sẽ là 175, còn của Bảo Nhân là 185 (Bảo Nhân bị lấy 20 điểm sang quỹ điểm của Thanh Tùng), như vậy Phú Vinh mới là người giành được vị trí cao nhất của cuộc thi. Ngày 9 tháng 3 năm 2017, chương trình đã chính thức ra thông báo đính chính sai sót, đồng thời xin lỗi thí sinh Phạm Phú Vinh. Cùng ngày, chương trình đã quyết định dành tặng vòng nguyệt quế cho Phú Vinh làm kỷ niệm. Tuy nhiên, theo quy định của chương trình, kết quả của cuộc thi này không được thay đổi.

### Câu hỏi lặp lại, cùng đáp án nhưng chỉ 1 thí sinh giành điểm
Trong lịch sử chương trình, đôi khi các câu hỏi đã được sử dụng có thể sẽ được sử dụng lại ở một cuộc thi khác. Tuy nhiên, trường hợp dưới đây là một trong những trường hợp câu hỏi lặp lại gây tranh cãi nhiều nhất.
Cũng trong cuộc thi nêu trên, ở phần thi Về đích của thí sinh Phú Vinh, chương trình đã hỏi: "Tại những nơi nào trên Trái Đất có thể nói giờ nào cũng đúng?" và Bảo Nhân đã bấm chuông trả lời là Bắc Cực và Nam Cực. MC Diệp Chi nói rằng Bảo Nhân đã hiểu đúng vấn đề, nhưng đáp án phải là cực Bắc và cực Nam nên bị trừ điểm.
Thực chất, câu hỏi này đã được sử dụng lại từ một câu hỏi từng xuất hiện trong chương trình 12 năm trước. Ở trận chung kết Đường lên đỉnh Olympia năm thứ 6, cũng trong phần Về đích, thí sinh Lê Vũ Hoàng (THPT số 1 Bố Trạch, Quảng Bình), đồng thời là nhà vô địch năm đó, đã trả lời câu hỏi với nội dung tương tự như câu hỏi của Bảo Nhân ở trên. Đáng nói hơn, đáp án của thí sinh này cũng là Bắc Cực và Nam Cực như Bảo Nhân nhưng chương trình lại cho điểm cho đáp án này. Điều này đã khiến khán giả băn khoăn khi cùng một câu hỏi và đáp án, nhưng chỉ có Vũ Hoàng được điểm mà Bảo Nhân lại không.

### Sai kiến thức lịch sử
Ở trận Tháng 1 – Quý 4 năm thứ 20, khán giả đã phản ánh việc thí sinh trả lời thiếu sót nhưng vẫn được cho điểm, dẫn đến kết quả chung cuộc là chưa thỏa đáng. Cụ thể, ở câu hỏi 30 điểm ở phần thi Về đích của thí sinh Lưu Đào Dũng Trí (Trường Trung học phổ thông Chuyên Đại học Sư phạm Hà Nội, Hà Nội) có nội dung: "Kỳ họp Quốc hội Khóa VI ngày 2 tháng 7 năm 1976 đưa ra bốn quyết định quan trọng: Đổi tên nước thành CHXHCN Việt Nam; Thủ đô là Hà Nội; Quyết định Quốc huy, Quốc kỳ, Quốc ca và quyết định nào nữa?", Dũng Trí trả lời "đổi tên Sài Gòn thành Thành phố Hồ Chí Minh" và giành được 60 điểm do lựa chọn ngôi sao hy vọng, qua đó về nhì chung cuộc với điểm số 235. Số điểm này đồng thời giúp Dũng Trí giành số điểm nhì cao nhất để bước vào cuộc thi Quý 4 và giành được cầu truyền hình sau đó.
Tuy nhiên, sau khi chương trình phát sóng, nhiều khán giả nhận định câu trả lời của Dũng Trí chưa đầy đủ và cho rằng đáp án chính xác phải là "đổi tên Sài Gòn - Gia Định thành TP.HCM". Họ cho rằng "đây là văn kiện lịch sử nên đòi hỏi độ chính xác phải 100%, không thể có sự 'tương đối', 'xem như' hay 'thiếu'. Đặc biệt, đây còn là câu hỏi 30 điểm, cũng là câu hỏi quyết định số điểm của Dũng Trí có thể vào vòng thi quý hay không, nên cần có câu trả lời thỏa đáng và chính xác nhất cho số điểm này". Một số khán giả cũng chụp lại phần thông tin tại trang 202 (sách giáo khoa Lịch sử 12 - Bộ GD-ĐT) cho thấy "Đổi tên Sài Gòn – Gia Định thành TP.HCM" mới là thông tin chính xác.
"Theo ý kiến của nhà sử học Lê Văn Lan – thành viên ban cố vấn chương trình, dù không nói đầy đủ như sách giáo khoa là "thành phố Sài Gòn – Gia Định đổi tên là Thành phố Hồ Chí Minh", nhưng câu trả lời của Dũng Trí vẫn đảm bảo chính xác, không gây hiểu lầm, thể hiện được sự hiểu biết về một quyết định lịch sử, ý nghĩa của kỳ họp thứ I, khóa VI, Quốc hội nước Việt Nam thống nhất. Vì vậy đây là câu trả lời hoàn toàn xứng đáng giành được điểm", phía ban tổ chức Đường lên đỉnh Olympia cho hay. Do đó, kết quả vẫn được giữ nguyên.

### Bốc thăm để lựa chọn thí sinh chiến thắng
Trận đấu Tuần 3 – Tháng 2 – Quý 3 của Năm thứ 18 phải dùng đến thủ tục bốc thăm để tranh vé vớt vào trận đấu Tháng 2 – Quý 3. Hình thức thi đấu may rủi bằng cách oẳn tù tì và bốc thăm là hiếm gặp và hoàn toàn phụ thuộc vào sự may mắn của thí sinh. Tuy nhiên, hình thức này bị cộng đồng mạng phản ứng kịch liệt vì đây là một cuộc thi trí tuệ, không phải là một chương trình xổ số hay bốc thăm trúng thưởng. Số lượng câu hỏi của chương trình rất nhiều, không cần thiết phải giới hạn ở 3 câu hỏi phụ. Việc thí sinh bị loại chỉ vì lá thăm may rủi sẽ tạo ra tâm lý xấu và ảnh hưởng nặng nề cho thí sinh đó. Tuy nhiên, một số ý kiến khác lại cho rằng, do thí sinh thắng trong trò oẳn tù tì được chọn lá thăm trước, nên các thí sinh cần luyện thêm các mánh khóe trong trò chơi oẳn tù tì để lỡ có rơi vào tình huống phải chơi may rủi như vậy còn có thể nắm chắc phần thắng hơn một chút.
Trước đó, ở cuộc thi Tuần 1 – Tháng 1 –  Quý 3 – Năm thứ 5, sau khi kết thúc 3 câu hỏi phụ mà không có ai giành chiến thắng, kết quả được phân định bằng bốc thăm. Kết quả, thí sinh Phạm Đức Đạt may mắn giành chiến thắng. Đây là lần đầu tiên cách hy hữu này được sử dụng.

### Sai sót liên tiếp trong ba cuộc thi Olympia năm thứ 21
Trang Facebook chính thức của Đường lên đỉnh Olympia đã đưa ra thông báo nhận trách nhiệm về những sai sót trong ba cuộc thi Olympia liên tiếp trong năm thứ 21 (22, 29 tháng 8 và 5 tháng 9 năm 2021). Sai sót đầu tiên nằm trong chương trình phát sóng ngày 22 tháng 8 năm 2021, ở mục Olympedia có thông tin: "Núi Ngọc Linh được mệnh danh là nóc nhà của dãy Trường Sơn [...] đứng thứ 2 Việt Nam sau đỉnh Fansipan", trong khi đỉnh Ngọc Linh là đỉnh núi cao thứ 2 của dãy núi Trường Sơn trên lãnh thổ Việt Nam, xếp sau đỉnh Phu Xai Lai Leng. Tuy nhiên, đây không phải là một trong 4 phần thi chính thức nên sai sót này không làm ảnh hưởng đến kết quả chung cuộc của cuộc thi.
Đến ngày 29 tháng 8 năm 2021, trận đấu Tuần 2 – Tháng 3 – Quý 4 được lên sóng. Ở phần thi Khởi động, thí sinh Bùi Đức Đăng (THPT Chuyên Hạ Long – Quảng Ninh) nhận được câu hỏi: "Nước chứa hàm lượng cao của hai ion kim loại nào thì được gọi là nước cứng?". Đáp án chính xác của câu hỏi là "canxi và magie", tuy nhiên ê-kíp chương trình và các thí sinh đều không nhận ra việc Đăng đã trả lời sai đáp án "canxi" thành "kali", chỉ đúng nửa sau "magie" nên đã cho điểm ở câu này. Chung cuộc ở cuộc thi đó, Bùi Đức Đăng giành được 290 điểm và trở thành thí sinh có điểm nhì cao nhất. Do những quy định trong bản cam kết của các thí sinh tham gia nên BTC vẫn bảo lưu kết quả này, dẫn đến sự bức xúc của một số khán giả.
Còn ở trận đấu Tuần 3 – Tháng 3 – Quý 4 phát sóng ngày 5 tháng 9 năm 2021, trong phần thi Khởi động, thí sinh Nguyễn Minh Triết (THPT chuyên Võ Nguyên Giáp, Quảng Bình) nhận được câu hỏi: "Tỉnh lỵ của tỉnh Bà Rịa – Vũng Tàu là thành phố nào?". Câu trả lời "Bà Rịa" mà Minh Triết đưa ra đúng với thời điểm hiện tại, nhưng đáp án "Vũng Tàu" của chương trình chỉ đúng với thời điểm từ ngày 1 tháng 5 năm 2012 trở về trước. Minh Triết đã bị mất 10 điểm "oan" trong câu hỏi này và kết thúc phần thi Khởi động với 80 điểm. Mặc dù vậy, điều này không ảnh hưởng đến vị trí xếp hạng chung cuộc của 4 thí sinh sau cuộc thi.

### Luật chơi mới của năm thứ 22 gây tranh cãi
Năm thứ 22 của chương trình đã gây nên nhiều tranh cãi khi việc đổi mới luật chơi bị đánh giá là làm giảm tính cạnh tranh và hấp dẫn của chương trình. Ở phần Khởi động, các thí sinh sẽ bấm chuông giành quyền trả lời các câu hỏi chung thay vì mỗi thí sinh lần lượt trả lời các câu hỏi của riêng mình như trước đây. Ban đầu sự thay đổi này được kỳ vọng giúp cho cuộc thi trở nên sôi nổi, công bằng hơn do không có sự phân hóa hay thiên vị cho từng thí sinh. Tuy nhiên, nhiều cựu thí sinh của cuộc thi cho rằng sự thay đổi này đã tạo sự cạnh tranh ngay từ đầu khiến không những không đánh giá đúng, mà còn gây ảnh hưởng đến tâm lý, chiến thuật và quyết định của thí sinh. Nhiều người còn nhận xét rằng phần thi Khởi động chẳng khác nào một "cuộc thi nhấn chuột" thay vì là phần thi kiểm tra năng lực thí sinh. Phần thi Về đích cũng gây thất vọng khi chỉ còn 2 mức câu hỏi và 2 câu trả lời khiến sức hấp dẫn của chương trình giảm đi, tạo độ khó lớn. Bên cạnh đó, việc thay đổi đồ họa cũng như âm nhạc của chương trình bị đánh giá là có vấn đề.
Sau khi tiếp thu ý kiến của khán giả, từ trận đầu tiên của quý 2, chương trình đã điều chỉnh lại luật chơi ở phần thi Khởi động và Về đích. Đa số ý kiến cho rằng luật chơi mới ở phần thi Về đích có thể chấp nhận được, nhưng luật chơi ở phần thi Khởi động vẫn bị coi là khó chấp nhận.

### Lỗi hiển thị và tranh cãi liên quan đến các câu hỏi ở chung kết năm thứ 22
Ở trận chung kết Đường lên đỉnh Olympia năm thứ 22, một sự cố hy hữu đã xảy ra trong phần thi Vượt chướng ngại vật khi màn hình lớn của chương trình hiển thị thông tin của phần thi này cho biết có 12 chữ cái cho một chướng ngại vật gồm 16 chữ cái. MC Ngọc Huy đã phải nhắc nhở các thí sinh rằng chướng ngại vật cần tìm có 16 chữ cái, không phải 12 chữ cái như trên màn hình.
Tuy nhiên, đây chưa phải là sự việc gây tranh cãi lớn nhất trong cuộc thi này. Ở câu hỏi tiếng Anh trong phần thi Về đích của thí sinh Vũ Nguyên Sơn (THPT chuyên Hà Nội – Amsterdam, Hà Nội), chương trình đã phát một đoạn của MV "See You Again" với yêu cầu tìm một từ đồng nghĩa với từ "friendship" (tình bạn) đã sử dụng trong đoạn trích. Bùi Anh Đức (THPT chuyên Sơn La) đã nhấn chuông giành quyền trả lời và đưa ra đáp án là "bond". Dựa vào đáp án của chương trình là "brotherhood", chương trình không chấp nhận câu trả lời của Đức và trừ của thí sinh này 15 điểm. Vài tiếng sau khi cuộc thi kết thúc, ban tổ chức cuộc thi đã đăng tải bài viết đính chính trên fanpage chính thức, theo đó cố vấn tiếng Anh đã chấp nhận câu trả lời của Anh Đức sau khi đã làm việc với BTC. Như vậy, có hai đáp án đúng ở câu hỏi này là "bond" và "brotherhood", và Đức được cộng thêm 45 điểm (30 điểm vì trả lời đúng và 15 điểm đã bị trừ), nâng tổng số điểm từ 75 lên 120. Dù BTC khẳng định thứ hạng của các thí sinh không thay đổi (Đặng Lê Nguyên Vũ (THPT Bắc Duyên Hà, Thái Bình) vẫn là chủ nhân vòng nguyệt quế với 205 điểm, Bùi Anh Đức vẫn đoạt giải ba), rất nhiều khán giả đã để lại ý kiến bày tỏ sự không hài lòng với quyết định này từ phía chương trình. Họ cho rằng đây là sai sót không đáng có, nhất là trong bối cảnh Anh Đức lúc này vẫn chưa thi Về đích, dễ gây ảnh hưởng đến tâm lý cũng như chiến thuật của thí sinh. Nhiều người có chung nhận định rằng nếu số điểm được tính đúng thì với tâm lý và tâm thế khác, kết quả trận chung kết có thể đã khác.
Ngoài hai sai sót kể trên, hai câu hỏi lịch sử khác thuộc phần thi Về đích cũng bị đặt trong diện nghi vấn về tính chính xác của các đáp án. Câu hỏi về "Ba vương tập đế" bị khán giả nghi ngờ thiếu chính xác; trong khi đó, đối với câu hỏi về tấm bản đồ ghi hai tên Hoàng Sa và Vạn Lý Trường Sa thuộc lãnh thổ Việt Nam, giới chuyên gia cho rằng câu trả lời đúng phải là "Đại Nam nhất thống toàn đồ" (không phải là "Đại Nam thống nhất toàn đồ" như thí sinh Vũ Bùi Đình Tùng đã trả lời). Chiều ngày 3 tháng 10, một ngày sau trận chung kết năm thứ 22, BTC chương trình đã có văn bản giải đáp xung quanh tranh cãi về hai câu hỏi lịch sử này. Nhà sử học Lê Văn Lan, cố vấn của chương trình, khẳng định đáp án "Hiệp Hòa, Kiến Phúc và Hàm Nghi" mà chương trình đưa ra trong câu hỏi "Ba vương tập đế" là không sai. Về câu hỏi liên quan đến tấm bản đồ, tại cuộc thi, ông đã giải thích quyết định cho điểm thí sinh vì câu trả lời mà Đình Tùng đưa ra không làm người nghe hiểu lầm sang một tấm bản đồ nào khác; tránh tầm chương trích cú. Tuy nhiên, lời giải đáp này tiếp tục gây làn sóng dư luận vì trước đó ngay trên sóng truyền hình, MC đã giải thích đáp án cho câu hỏi "Ba vương tập đế" rằng việc lập ba vua diễn ra "trong vòng chưa đầy bốn tháng", nghĩa là đã có sự bất đồng trong đáp án của câu hỏi khi công bố trên truyền hình và văn bản giải đáp của BTC.
Trong một diễn biến khác, báo điện tử Công Luận ngày 3 tháng 10 đã đăng tải một bài viết của nhà giáo Trần Phương, trong đó chỉ ra hai câu hỏi Toán học trong trận chung kết đã được phía chương trình sao chép từ mạng Internet. Cụ thể, câu hỏi về ba kim đồng hồ bằng nhau ở phần Tăng tốc bị cho là "copy" từ một video xuất bản năm 2019 trên trang YouTube của một cựu sinh viên Đại học Stanford, còn câu hỏi về hệ thống đèn trang trí trong phần thi Về đích – cũng là câu hỏi quyết định ngôi vị quán quân của cuộc thi – đã được đăng tải trên trang điện tử Hà Nội Mới từ năm 2017. Bài viết cũng chỉ ra chương trình đã nhiều lần lấy câu hỏi từ Internet ở những năm trước và bày tỏ sự lo ngại trước việc Đường lên đỉnh Olympia "xào nấu" các câu hỏi toán học, IQ và logic trên các trang mạng nổi tiếng.

### Liên quan đến luật chơi của năm thứ 23
Trận đấu đầu tiên của năm thứ 23 đã phát sóng vào ngày 9 tháng 10 năm 2022 với luật chơi mới. Việc chương trình thay đổi luật chơi được cho là nhằm tăng tính cạnh tranh giữa các thí sinh, đồng thời cũng nhận được nhiều ý kiến phản hồi khác nhau của khán giả.
Hà Việt Hoàng, từng thi đấu trận chung kết năm thứ 17, cho rằng đề thi đang ngày càng giảm độ khó và thiếu sự mới mẻ. Cựu thí sinh này liên tục nhấn mạnh về chất lượng cuộc thi khi xuất hiện nhiều thí sinh có điểm số cao nhưng không còn thuyết phục, bởi lẽ câu hỏi chương trình đưa ra dễ hơn so với số điểm nhận được. Việt Hoàng còn phân tích thêm một câu hỏi mà anh cho là không tương xứng với điểm số và nhận định rằng "đó chính là thứ làm mất dần đi bản sắc của một chương trình kiến thức". Khán giả Hoài Linh trên Dân trí cho rằng: "Phần thi Khởi động bây giờ tranh nhau bấm chuông, chưa kể trả lời sai thì còn bị trừ điểm. Người có điểm cao chót vót, người lại gây thất vọng. Vượt chướng ngại vật ngày càng eo hẹp về số điểm, mất đi sức hấp dẫn".
Bên cạnh những ý kiến thất vọng của khán giả về luật chơi mới, cũng có nhiều người cho rằng ban tổ chức đã có sự thay đổi phù hợp.

### Phần thi Về đích của chung kết năm thứ 23
Phần thi Về đích của trận chung kết năm thứ 23 đã gây ra nhiều tranh cãi xoay quanh các câu hỏi. Tại câu hỏi 30 điểm cuối cùng của Nguyễn Minh Triết (THPT chuyên Quốc Học, Thừa Thiên Huế) nhằm quyết định vị trí quán quân, thí sinh này quyết định nhường lại cơ hội cho Nguyễn Trọng Thành và Lê Xuân Mạnh vì cho rằng cả hai đều xứng đáng để giành vòng nguyệt quế trong khi bản thân Minh Triết không còn cơ hội. Sau đó, Trọng Thành bấm chuông trả lời nhưng không đưa ra đáp án chính xác, qua đó Xuân Mạnh giành chiến thắng với 220 điểm. Khánh Vy cho biết, đây là điều chưa từng có tiền lệ tại các cuộc thi chung kết Đường lên đỉnh Olympia. Sau cuộc thi, trên mạng xã hội xuất hiện nhiều quan điểm trái chiều về việc "nhường" câu hỏi của Minh Triết. Bên cạnh những ý kiến cho rằng đây là hành động đẹp, biết chọn điểm dừng đúng lúc thì cũng có ý kiến chỉ trích thí sinh Huế đã thiếu tôn trọng đối thủ và cuộc chơi chung.
Bên cạnh đó, có hai câu hỏi trong phần thi này cũng đã gây tranh cãi mà theo Tuổi Trẻ, đây cũng là hai câu hỏi mà các thí sinh và ban cố vấn đã tranh biện ngay trên sóng trực tiếp. Đầu tiên là một câu hỏi 20 điểm có ngôi sao hy vọng của Trọng Thành với nội dung "Cho biết thủy tinh lỏng là dung dịch đậm đặc của hai hợp chất nào (nêu công thức phân tử)?". Trọng Thành ban đầu đưa ra câu trả lời là "Na
2SiO
3 và K
2SiO
3", nhưng sau đó sửa lại là "natri silicat và kali silicat". Đáp án này chưa chính xác và Việt Thành nhấn chuông trả lời trùng với đáp án đầu tiên của Trọng Thành. Theo MC Ngọc Huy, câu hỏi có yêu cầu nêu công thức phân tử nên chỉ chấp nhận đáp án là công thức phân tử. Tuy nhiên, Trọng Thành lập tức phản biện rằng "có thể nêu công thức phân tử hoặc không" vì công thức phân tử được đặt trong dấu ngoặc nên thí sinh có thể chỉ cần đọc tên hai chất theo yêu cầu. Cố vấn Trần Trung Ninh chấp nhận câu trả lời của thí sinh này và Trọng Thành nhận được 40 điểm. Ngay sau đó, Việt Thành lại đưa ra ý kiến rằng nếu nêu cả tên và công thức thì đã không cần phải chú thích trong ngoặc đơn, và đã có chú thích thì phải nêu đúng công thức phân tử. Cố vấn Trần Trung Ninh cho rằng: "Về ý nghĩa của các chất thì có thể đọc tên hoặc đọc công thức. Nói về một chất thì người ta thường dùng tên chất. Mở ngoặc đơn chỉ là một chú thích cho chi tiết thêm". Một ý kiến của khán giả được Thanh Niên dẫn cho rằng, đáp án phải là đúng hoặc sai chứ không thể là "tôi nghĩ là" như quan điểm của ban cố vấn.
Tiếp theo đó là câu hỏi 30 điểm của Minh Triết với nội dung "..."Câu thơ thuở trước" mà tác giả [Tố Hữu] nói đến [trong bài thơ "Kính gửi cụ Nguyễn Du"] là hai câu thơ nào và trong bài thơ nào của Nguyễn Du?". Minh Triết không trả lời được, Xuân Mạnh bấm chuông và đưa ra đáp án "Chẳng biết ba trăm năm lẻ nữa/Người đời ai khóc Tố Như chăng?" trích trong bài thơ "Độc Tiểu Thanh ký". Đáp án này được chấp nhận, giúp Xuân Mạnh dẫn đầu với 220 điểm. Tuy nhiên, Trọng Thành sau đó nêu ý kiến rằng cần phải đọc câu thơ phiên âm từ chữ Hán, không nên đọc bản dịch vì có rất nhiều bản dịch khác nhau. Cố vấn Hà Văn Minh cho biết thí sinh có thể trả lời một trong các cách là đọc nguyên văn bản phiên âm, hoặc đọc trọn vẹn bản dịch bản thơ, hoặc bản dịch nghĩa. Một số khán giả đồng tình với ban cố vấn cũng như câu trả lời của Xuân Mạnh, nhưng các ý kiến khác nhận định ban cố vấn giải thích không thuyết phục, còn lời phản biện của Trọng Thành mới là xác đáng nhất.

### Trận thi Quý có 5 thí sinh
Trong cuộc thi Tháng 1 – Quý 4 của năm thứ 25, tại phần thi Về đích của thí sinh Lê Đức Minh (THPT Chuyên Ngoại ngữ, ĐH Ngoại Ngữ, ĐHQG Hà Nội), chương trình đã đưa ra một câu hỏi có giá trị 20 điểm với nội dung: "Hình thức dinh dưỡng của phần lớn vi khuẩn và các loại nấm là gì?". Đức Minh đưa ra câu trả lời không chính xác là "Tự dưỡng", sau đó thí sinh Nguyễn Bách Hiệp (THPT Chuyên Sơn Tây, Hà Nội) giành quyền trả lời và đưa ra đáp án là "Hóa tự dưỡng". Đáp án mà chương trình đưa ra là "Hóa dị dưỡng", và ban tổ chức đã tham khảo ý kiến của cố vấn về hai đáp án của hai thí sinh. Tại thời điểm ghi hình, cố vấn chương trình đã quyết định cho điểm câu trả lời của Bách Hiệp, nâng tổng số điểm của Hiệp lên 180 và chỉ còn cách 5 điểm so với Đức Minh. Kết quả là Bách Hiệp đã giành vòng nguyệt quế của cuộc thi lần này với 195 điểm, trong khi Đức Minh về nhì với 185 điểm.
Mặc dù vậy, ngay sau buổi ghi hình, cố vấn chương trình lại nhận định đáp án mà cả hai thí sinh đưa ra đều không chính xác, và đáp án đúng của câu hỏi phải là "Hóa dị dưỡng" như chương trình đã công bố ban đầu. Nếu quyết định này được đưa ra trong lúc ghi hình, Bách Hiệp sau câu hỏi sẽ chỉ còn 150 điểm, trong khi Đức Minh vẫn bảo toàn số điểm 205. Ban tổ chức chương trình đã đưa ra đính chính ngay ở phần cuối chương trình phát sóng vào ngày 17 tháng 8 năm 2025, cũng như gửi lời xin lỗi đến các thí sinh, gia đình, nhà trường có liên quan đến sự việc và khán giả truyền hình.
Theo quy chế tham dự chương trình, sau khi cuộc thi kết thúc, toàn bộ kết quả về điểm số, thứ hạng của các thí sinh không thể hủy bỏ hoặc thay đổi. Tuy nhiên, xét đến việc quyết định của cố vấn tại thời điểm ghi hình có thể ảnh hưởng đến cơ hội lọt vào cuộc thi Quý của Đức Minh, cũng như để đảm bảo tính nhân văn và công bằng cho chương trình, ban tổ chức đã quyết định mời Đức Minh tham dự trận thi Quý 4 với tư cách là thí sinh thứ 5.

## Sự việc bên lề cuộc thi

### Cựu thí sinh bị phạt tù vì tuyên truyền phản động
Cựu thí sinh Đường lên đỉnh Olympia năm thứ 5, Nguyễn Viết Dũng (biệt danh: Dũng "phi hổ", sinh năm 1986), bị đưa ra tòa xử sơ thẩm vào ngày 12 tháng 4 năm 2018 và bị phạt 7 năm tù giam và 5 năm quản chế về tội "Tuyên truyền chống nhà nước Cộng hòa xã hội chủ nghĩa Việt Nam" theo Điều 88 Bộ luật Hình sự năm 1999 (sửa đổi, bổ sung năm 2009) do thời điểm phạm tội trước ngày 1 tháng 1 năm 2018. Phiên phúc thẩm vào tháng 8 sau đó, tòa giảm án từ 7 năm tù giam xuống còn 6 năm tù giam. Trước đó, Dũng từng bị xử phạt 12 tháng tù về tội "Gây rối trật tự công cộng" vào năm 2015 sau một hoạt động biểu tình tại Hà Nội.

### Thí sinh tự nhận quen người trong ban ra đề
Khoảng tháng 7 – tháng 8 năm 2021, một người dùng Facebook có tên viết tắt là T.T.M. đã đăng tải ảnh chụp màn hình tin nhắn của Nguyễn Việt Thái, thí sinh Đường lên đỉnh Olympia năm thứ 21, được cho là quen biết người trong ban ra đề của chương trình. Các tin nhắn có viết: "Vẫn là quy trình của mọi năm, trong 4-5 năm gần đây gì đó. Quý 1 khốc liệt. Quý 2 nhạt đách, có người giỏi nhưng lẻ tẻ. Quý 3 ác liệt. Quý 4 bất ngờ. Nguyễn Việt Thái có leak từ ban ra đề Olympia. Đề đợt này có vẻ dễ hơn các đợt khác"; ngoài ra còn có những tin nhắn được cho là có thái độ coi thường khán giả của Thái. Sau đó, Thái đã đăng trên trang cá nhân rằng những lời nói này mang tính khoe khoang và bịa đặt, đồng thời khẳng định Thái không quen biết ai trong ban ra đề của Olympia và xin lỗi về việc này. Trước khi tham gia chương trình, các thí sinh phải ký một bản cam kết rằng không được và không nhận sự can thiệp từ ban tổ chức chương trình.

### Thí sinhĐường lên đỉnh Olympiabị gọi là "gà chọi"
Một người dùng Facebook với hơn 11.000 người theo dõi có tên viết tắt T.Q.Đ. đã đăng tải bài viết với nội dung châm biếm cuộc thi Đường lên đỉnh Olympia. Trong bài viết, T.Q.Đ. cho rằng đây là "cuộc thi "đường lên đỉnh Australia", các chiến binh gà chọi được huấn luyện, nhồi nhét ngày đêm với đủ thứ kiến thức hầm bà lằng để tranh giành suất học bổng vài chục nghìn USD và cái danh hão là "nhà vô địch". Sau khi lên đỉnh thì họ Tây du và thực tế đến nay cũng chẳng thấy ai đạt được đỉnh cao gì trong khoa học. Bởi các chiến binh này thông minh, trí nhớ tốt chứ chưa phải là tài năng xuất chúng, họ thành công trong một cuộc thi có tính chất học thuộc lòng...". Bài viết  thu hút vô số ý kiến, bình luận, và những thí sinh từng tham gia chương trình đã phản bác với nhiều lập luận. Trong số đó có thể kể đến Trần Thế Trung – nhà vô địch Đường lên đỉnh Olympia năm thứ 19, Nguyễn Thiện Hải An – á quân Đường lên đỉnh Olympia năm thứ 21 và Hà Việt Hoàng – á quân Đường lên đỉnh Olympia năm thứ 17.
Hà Việt Hoàng khẳng định, tất cả những quan điểm của T.Q.Đ. đưa ra về chương trình là hoàn toàn vô căn cứ và quá nặng và cảm tính, đồng thời trích dẫn và phản bác lại những quan điểm sai sự thật của T.Q.Đ. Nguyễn Thiện Hải An cũng lên tiếng và cho rằng, "Anh T.Q.Đ. không đủ hiểu biết về Đường lên đỉnh Olympia, vì vậy xin đừng phát biểu những suy diễn phiến diện và võ đoán của mình về thí sinh của cuộc thi này". Cũng theo anh, T.Q.Đ. đã có những diễn ngôn khinh thường người trẻ. "[...] Đưa người sang Australia để đào tạo thành nhà khoa học không phải mục đích lớn nhất của chương trình, và sẽ thật là ngớ ngẩn và ngây thơ nếu như cho rằng một năm nước Việt Nam chỉ có một người tài được sang Australia để phục vụ con đường này. Mỗi thí sinh Olympia là một con người, và là con người thì có quyền được tự quyết định cuộc đời của mình, có quyền được làm nhà khoa học, kĩ sư, doanh nhân, nhà giáo, nghệ sĩ, hay hàng tỉ nghề nghiệp khác mà anh T.Q.Đ. không có quyền đòi hỏi", anh nói thêm. Trao đổi với báo Dân trí, Nguyễn Việt Thái – cựu thí sinh Đường lên đỉnh Olympia năm thứ 21 – bày tỏ sự không đồng tình với cách nhìn nhận vấn đề trong bài viết của T.Q.Đ. Việt Thái cũng chia sẻ thêm, ý kiến trong bài viết của anh Đ. phần nào nói lên tính chất cạnh tranh của các cuộc thi về kiến thức, nhưng phần nhiều đang "lấy sự tiêu cực để quy chụp toàn bộ câu chuyện". Đồng thời, đứng ở góc độ của một người trẻ và là "người trong cuộc", Thái cho rằng việc lên tiếng vì bản thân và những người bạn tham gia cuộc thi là cần thiết để bảo vệ giá trị tích cực mà chương trình đã và đang truyền tải tới khán giả.

### Thí sinh phát ngôn gây tranh cãi về Việt Nam
Vào tối ngày 1 tháng 9 năm 2024, trên mạng xã hội xuất hiện tài khoản có tên Chu Vinh với những phát ngôn gây tranh cãi về Việt Nam và Đảng Cộng sản. Trong story mà tài khoản này đăng tải có một số đoạn viết như: "Dần dần, tôi phát hiện những gì mình được học ở trường bấy lâu nay không hoàn toàn là sự thật" hay "Tôi ôn [Đường lên đỉnh] Olympia để sống ở nước ngoài"... Tài khoản này sau đó được ban giám hiệu trường THPT Chuyên Nguyễn Tất Thành, tỉnh Yên Bái xác nhận là của Chu Ngọc Quang Vinh – học sinh lớp 12 chuyên Anh của nhà trường. Thí sinh này từng giành ngôi nhất ở cuộc thi tháng 1, quý 1 của Đường lên đỉnh Olympia năm thứ 24. Story này đã bị xóa sau một tiếng đăng tải, trước đó chỉ có vỏn vẹn 16 người xem (trong đó có một tài khoản là học sinh trường THPT Nguyễn Huệ, thành phố Yên Bái). Sau đó, tài khoản của Vinh đã có bài viết xin lỗi vào ngày 2 tháng 9 trước khi bị khóa. Ngày 3 tháng 9, công an tỉnh Yên Bái đã có buổi làm việc với Chu Ngọc Quang Vinh cùng giáo viên chủ nhiệm và gia đình.